# Brad Guzan
Brad Edwin Guzan (født 9. september 1984 i Evergreen Park, Illinois, USA) er en amerikansk fodboldspiller, som spiller for Atlanta United. Han har tiligere spillet mange år i England hos Aston Villa, Middlesbrough og Hull.
Guzan har (pr. april 2018) spillet 58 kampe for USA's landshold, som han debuterede for i 2006.